# Endophloeus markovichianus
Endophloeus markovichianus is een keversoort uit de familie somberkevers (Zopheridae). De wetenschappelijke naam van de soort werd in 1783 gepubliceerd door Mathias Piller en Ludwig Mitterpacher von Mitterburg.